# Nadwzroczność
Nadwzroczność (łac. hyperopia), dalekowzroczność, hipermetropia – druga, obok krótkowzroczności, najczęściej spotykana wada refrakcyjna wzroku. Jest wynikiem zbyt małych rozmiarów przednio-tylnych oka (zbyt krótką gałką oczną) w stosunku do jego siły łamiącej lub niewystarczającą siłą łamiącą układu optycznego oka (np. zbyt płaską rogówką) w stosunku do jego długości.
Oko miarowe, to takie, które bez żadnego napięcia mięśni ocznych, a więc bez akomodacji, skupia równoległe promienie światła dokładnie na siatkówce, czyli dla obiektu nieskończenie odległego na siatkówce pojawi się jego ostry obraz. Inaczej jest w oku nadwzrocznym. Jeśli dalekowidz nie napnie mięśni ocznych, tzn. nie użyje akomodacji, to równoległe promienie ogniskowane są za siatkówką. Aby ostro widzieć przedmioty odległe, dalekowidz musi akomodować, a chcąc widzieć ostro przedmioty z bliska, musi akomodować jeszcze mocniej. Stałe napięcie akomodacji może prowadzić do zaburzeń w całym układzie mięśniowym oka, łącznie z zezem. Zakres ostrego widzenia zależy od wielkości wady i amplitudy akomodacji, która zmniejsza się z wiekiem.
Do korekcji nadwzroczności stosuje się okulary korekcyjne lub soczewki kontaktowe. Są to soczewki skupiające. Ich moc optyczną podaje się w dioptriach dodając znak plus. Istnieją też metody chirurgiczne.

## Nadwzroczność utajona
U osób po 40 roku życia amplituda akomodacji spada do 2,5-3 dioptrii i można nią najwyżej skompensować do dali nadwzroczność o takiej właśnie liczbie dioptrii, ale wtedy brakuje już dodatkowej mocy optycznej aby ostro widzieć „do bliży”. Jednak u dzieci elastyczność soczewek jest tak wielka, że przekłada się ona na amplitudę akomodacji powyżej 14 dioptrii. Można nią skompensować nadwzroczność rzędu 11 dioptrii, oraz 3 dodatkowe dioptrie, żeby ostro widzieć „do bliży”, a więc w całym zakresie.

## Nadwzroczność starcza
W miarę starzenia się współczynnik załamania światła przez rogówkę i ciało szkliste zmniejsza się typowo o 1,5 dioptrii w 70. roku życia i o 2,5 dioptrii w 80. roku życia. 